# Arboramminidae
Arboramminidae es una familia de foraminíferos bentónicos de la superfamilia Astrorhizoidea, del suborden Astrorhizina y del orden Astrorhizida. Su rango cronoestratigráfico abarca el Holoceno.

## Discusión
Clasificaciones previas incluían Arboramminidae en el suborden Allogromiina y en el orden Allogromiida.

## Clasificación
Arboramminidae incluye a las siguientes géneros:
- Arborammina
- Luffammina